# Абадија ди Валвишоло (Латина)
Абадија ди Валвишоло (итал. Abbadia di Valvisciolo) је насеље у Италији у округу Латина, региону Лацио.
Према процени из 2011. у насељу је живело 32 становника. Насеље се налази на надморској висини од 105 м.